# Kiczora (839 m)
Kiczora (839 m) – szczyt w Beskidzie Sądeckim. Znajduje się w długim bocznym grzbiecie Pasma Jaworzyny opadającym od głównej grani tego pasma (z okolicy Hali Łabowskiej) przez Parchowatkę (1004 m) na południowy zachód. Grzbiet ten oddziela dolinę Łomniczanki od doliny Wierchomlanki. Nieco powyżej Parchowatki odgałęzia się od niego w południowym kierunku (do doliny Wierchomlanki) krótki grzbiet ze szczytami Przypór (887 m) i Kiczora. Od Parchowatki oddziela go dolina potoku Izdwor, który uchodzi do Potaszni przy kościele w Wierchomli Wielkiej. W dolinie Izdworu, pomiędzy stokami Kiczory i Parchowatki znajdują się dwa źródła wód mineralnych: „Źródło Jerzy"} (wyżej położone) i „Źródło Hanna” (niżej). Do obydwu źródeł doliną Izdworu prowadzi leśna droga.
W południowe stoki Kiczory wysoko wkraczają pola uprawne i zabudowania Wierchomli Wielkiej. Pozostała część stoków jest zalesiona, ale na stokach zachodnich nad doliną Izdworu istnieje jeszcze polana Izdwor. Druga polana znajduje się wyżej, pomiędzy Kiczorą i Przyporem. Do 1947 były intensywnie użytkowane przez Łemków zamieszkujących dolinę Wierchomlanki. Obecnie, jak większość polan Beskidu Sądeckiego, straciły wartość użytkową i zarastają lasem.